# Veliki heksakronski ikozitetraeder
| Veliki heksakronski ikozitetraeder        | Veliki heksakronski ikozitetraeder                   |
| ----------------------------------------- | ---------------------------------------------------- |
|                                           |                                                      |
| Vrsta                                     | zvezdni polieder                                     |
| Elementi                                  | F = 24, E = 48, V =20 ({\displaystyle \chi \,} = -4) |
| Grupa simetrije                           | Oh, [4,3], *432                                      |
| Sklici                                    | DU14                                                 |
| veliki kubikubooktaeder (dualni polieder) |                                                      |

Veliki heksakronski ikozitetraeder je v geometriji dualno telo velikega kubikubooktaedra.

## Vir
- Wenninger, Magnus (1983), Dual Models, Cambridge University Press, ISBN 978-0-521-54325-5, MR730208